# Ричборо (Пенсилванија)
Ричборо (енгл. Richboro) насељено је место без административног статуса у америчкој савезној држави Пенсилванија.

## Демографија
По попису из 2010. године број становника је 6.563, што је 115 (-1,7%) становника мање него 2000. године.
| Група             | 2000.         | 2010.         |
| Белци             | 6.446 (96,5%) | 6.196 (94,4%) |
| Афроамериканци    | 24 (0,4%)     | 29 (0,4%)     |
| Азијати           | 121 (1,8%)    | 205 (3,1%)    |
| Хиспаноамериканци | 42 (0,6%)     | 82 (1,2%)     |
| Укупно            | 6.678         | 6.563         |